# Tatzmania Löffingen
Koordinaten: 47° 54′ 13″ N, 8° 20′ 33″ O
Tatzmania Löffingen ist ein Tier- und Freizeitpark auf der Gemarkung von Löffingen im Landkreis Breisgau-Hochschwarzwald in Baden-Württemberg. Er wird von Rüdiger und Isabel Braun aus Teningen geführt, die auch den Steinwasen-Park  in Oberried betreiben.

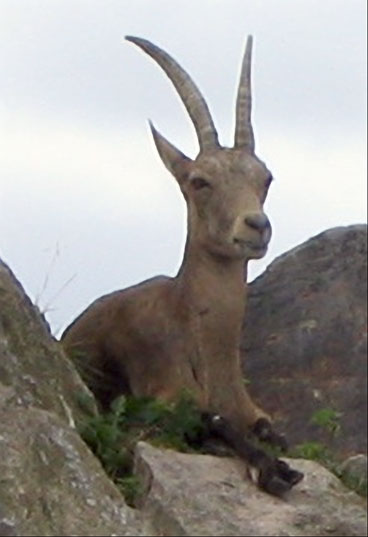
Alpensteinbock

## Geschichte
Der Park entstand unter dem Namen Schwarzwaldpark im Jahr 1969. Im Jahr 2018 öffnete er mit einem neuen Konzept unter dem jetzigen Namen.

## Tiere
Auf 46 Hektar werden 20 Tierarten gezeigt, unter anderem:
- 7 Tiger, 4 Löwen, Erdmännchen, Zebramangusten, Berberaffen, Steppenzebras
- Paarhufer: Damwild, Kamerunschafe, Lamas, Wapitis, Große Kudus, Watussirinder, Trampeltiere, Zwergziegen
- Vögel: Emus, Haushühner, Hausgänse

## Attraktionen

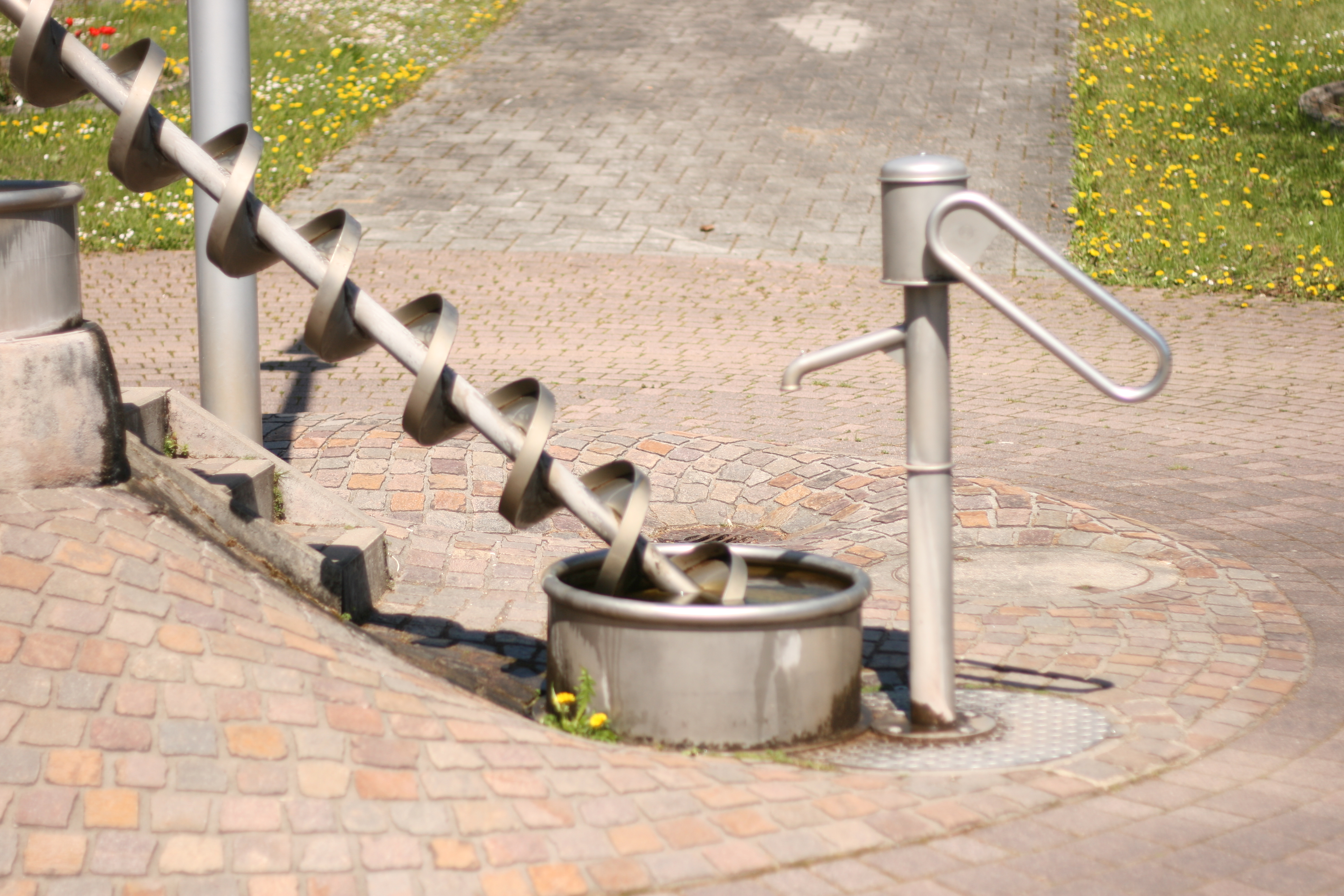
Archimedische Schraube

### Achterbahnen
| Name         | Hersteller | Typ               | Eröffnungsjahr |
| ------------ | ---------- | ----------------- | -------------- |
| African Spin | SBF Visa   | Spinning Coasters | 2018           |
| Gold Rusher  | Gerstlauer | Bobsled Coaster   | 2019           |

### Weitere Attraktionen
- „Affenflieger“ (Kettenkarussell)
- „Ballons“ (Samba Balloon)
- „Freefall Tower“ (Freifallturm)
- „Jeep Safari“ (Schienenbahn)
- „Mini Freefall“ (kleiner Freifallturm)
- „Papageienflug“ (Polyp)
- „Tassen“
- „Wellenflieger“ (Wellenflug)